# ジャマル・ブラックマン
ジャマル・クリント＝ロス・ブラックマン（Jamal Clint-Ross Blackman、1993年10月27日 - ）は、イングランド・ロンドンクロイドン区出身のプロサッカー選手。エクセター・シティFC所属。ポジションは、ゴールキーパー。

## クラブ経歴
2006年、チェルシーFCの下部組織に入団。2011年10月のプレミアリーグ・アーセナルFC戦で初めてトップチームのベンチに座った。2011-12シーズンはトップチームのトレーニング参加と並行してU18チームの試合にも出場し、FAユースカップ優勝を果たした。
2014年8月、2015年1月までの契約でフットボールリーグ・チャンピオンシップのミドルズブラFCにレンタル移籍。
2016年3月、2ヶ月間の短期レンタルでエステルスンドFKに加入。
2016年8月、フットボールリーグ2のウィコム・ワンダラーズFCに2017年1月までの契約で加入。1月、レンタル期間をシーズン終了までに延長。
2017年7月、シェフィールド・ユナイテッドFCへレンタル移籍。
2018年7月、リーズ・ユナイテッドAFCへレンタル移籍。
2021年9月14日、ロサンゼルスFCと契約した。
2022年1月31日、ハダースフィールド・タウンFCへ加入した。
2022年7月26日、エクセター・シティFCに移籍した。

## 代表歴
U16年代から世代別イングランド代表に選出されている。

## タイトル

### クラブ
チェルシー
- FAユースカップ: 2011–12[14]

- UEFAチャンピオンズリーグ: 2011–12[15]